# پاد مشتق
تابع ‎{\displaystyle F(x)}‎ یک پاد مشتق ‎{\displaystyle f(x)}‎ بر بازه {\displaystyle I} است، هرگاه دو تابع فوق بر روی {\displaystyle I} تعریف شده باشند و مشتق ‎{\displaystyle F(x)}‎ ،‎{\displaystyle f(x)}‎ باشد. یعنی به ازای هر عضو بازه {\displaystyle I} داشته باشیم:
{\displaystyle {\frac {dF(x)}{dx}}=F'(x)=f(x)}